# Liphyra melania
Liphyra melania är en fjärilsart som beskrevs av Waterhouse och Charles Lyell 1914. Liphyra melania ingår i släktet Liphyra och familjen juvelvingar. Inga underarter finns listade i Catalogue of Life.